# Acétylacétonate de zirconium
L’acétylacétonate de zirconium est un composé chimique de formule Zr(O2C5H7)4. C'est un complexe de quatre ligands acétylacétonate C5H7O2− coordonnés à un atome de zirconium à travers des liaisons Zr−O longues de 219 pm selon une géométrie antiprismatique carrée avec une symétrie moléculaire D2, ce qui donne une molécule chirale. Les complexes à coordinence élevée tendent à être fluxionnels (en), comme illustré par l'observation d'une raie du méthyle par RMN du proton. Il se présente comme un solide blanc légèrement odorant très soluble dans les solvants organiques apolaires, mais pas dans les hydrocarbures simples.
On peut l'obtenir en traitant le chlorure de zirconyle ZrOCl2 à l'acétylacétone CH3COCH2COCH3 :
ZrOCl2 + 4 CH3COCH2COCH3 ⟶ Zr(O2C5H7)4 + 2 HCl + H2O.
Le complexe à base de 1,1,1-trifluoroacétylacétone (en) CF3COCH2COCH3 est plus volatil.